# Peščeni Vrh
Peščeni Vrh – wieś w Słowenii, w gminie Cerkvenjak. W 2018 roku liczyła 114 mieszkańców.